# 하라리주

하라리주

하라리주(암하라어: ሐረሪ)는 에티오피아의 주州며 주도는 하라르다. 면적은 374km2며 2007년 현재 인구는 183,344명(남자:92,258명, 여자:91,086명)이다.
인구의 54.17%가 도시에 산다. 도시의 근로자들의 한 가구당 인구수는 3.4명이고 농촌 가구는 4.6명으로 평균 3.9명이다. 69%가 이슬람교도다.

## 같이 보기
- 아달 술탄국
- 하라르